# Супрунівська школа
Супрунівський НВК - розташований в центрі с.Супрунівка Полтавського району Полтавської області. Школу відвідують учні 4 населених пунктів: Супрунівка, Шостаки, Мильці, Івашки. Медичне обслуговування учнів школи здійснює Супрунівська амбулаторія сімейної медицини загальної практики. 
Закладом на 2011 р. керують: директор Таранець Оксана Миколаївна, 4 заступники директора закладу: з навчально-виховної роботи – Плескач Світлана Миколаївна, навчально-методичної роботи – Гришенко Людмила Володимирівна, з виховної роботи – Бєлкіна Оксана Володимирівна, з господарської роботи – Цибульська Наталія Миколаївна.
Навчально-матеріальна база Супрунівського НВК ступенів включає 22 класних кімнати, 2 майстерні, кабінет обслуговуючої праці, 3 комп’ютерні класи, зал для занять хореографією, актову залу, бібліотеку, 2 спортивні зали.
Педагогічний колектив дбає про всебічний розвиток особистості учня. У школі організовано значну кількість факультативів і спецкурсів:
-        українознавство;
-         факультатив української мови;
-         курс "Прикладна математика"
Працює клуб «Дебати», «Брейн-ринг», КВК, ЮІР, ДЮО «Віртуал».
До послуг учнів гуртки з хореографії (бальні та народні танці), малювання, декоративно-прикладного мистецтва "Берегиня", технічної творчості, спортивні секції,  19 предметних гуртків.
З 1978 по 1980 рік у школі вчителем математики працював Віктор Лагно - український вчений, математик, доктор фізико-математичних наук , професор, проректор з наукової роботи, завідувач кафедри математичного аналізу та інформатики Полтавського національного педагогічного університету ім. В.Г.Короленка.